# ويليام دبليو. ألين (عسكري)
ويليام دبليو. ألين (بالإنجليزية: William W. Allen)‏ هو عسكري أمريكي، ولد في 11 سبتمبر 1835 في نيويورك في الولايات المتحدة، وتوفي في 21 نوفمبر 1894 في شفيلد في الولايات المتحدة.